# Aeroporto di Malmö-Sturup
L'Aeroporto di Malmö-Sturup (IATA: MMX, ICAO: ESMS) è un aeroporto internazionale sito vicino alla città di Sturup, circa a 28 km a est di Malmö e a 26 km a sud-est da Lund. È il quinto scalo più trafficato della Svezia, con 2.104.013 di passeggeri nel 2012.
Raggiungibile attraverso il Ponte di Øresund, l'aeroporto è situato a circa 55 km dalla città danese di Copenaghen e 47 km dal suo aeroporto. L'aeroporto di Malmö è inoltre un importante complemento all'aeroporto di Copenaghen in occasione di scioperi o di maltempo, anche per via della maggiore vicinanza di molte località svedesi a questo scalo.